# Stanislav Sajdok mladší
Stanislav Sajdok mladší (* 22. července 1983, Bratislava) je bývalý český atlet – překážkář a víceboj, účastník olympijských her v roce 2008.

## Sportovní kariéra
Pochází ze sportovní rodiny, český otec Stanislav i slovenská matka Alena (roz. Spalovská) se věnovali atletice. Vyrůstal v Třinci, kde začínal v klubu Třineckých železáren pod vedením svého otce. Od roku 2003 se připravoval Praze v armádním sportovním středisku Dukly pod vedením Ludvíka Svobody, v tréninkové skupině zaměřené na sprint přes překážky.
V roce 2005 startoval poprvé na halovém mistrovství Evropy v Madridu, kde na 60 m překážek vypadl v rozbězích. V roce 2006 vypadl v semifinále na halovém mistrovství světa v Moskvě a v létě poprvé splnil limit na mistrovství Evropy v Göteborgu. Na 110 m překážek vypadl v semifinále. Po letní sezoně 2006 však trenér Svoboda přestoupil z Dukly do konkurenčního pražského klubu Olymp. Rozhodl se v Dukle zůstat a připravovat se individuálně pod dohledem trenéra Jana Pospíšila. V roce 2007 nesplnil a-limit pro účast na halovém mistrovství Evropy ani letním mistrovství světa.
Po letní sezoně 2007 se domluvil na přípravě s vícebojařskou skupinou vedenou Tomášem Dvořákem. Pod vedením Dvořáka (sám výborný překážkář) splnil a-limit časem 7,65 s (osobní rekord) pro start na březnovém halovém mistrovství světa ve Valencii (vypadl v semifinále) a v létě a-limit časem 13,53 s (osobní rekord) pro start na olympijských hrách v Pekingu (nepostoupil z rozběhů).
Trénink s vícebojařské tréninkové skupině ho motivoval zkusit víceboj po vzoru své matky a strýce Ivana. Kombinace více disciplín, však vedla k vleklým zraněním – vážné problémy s třísly. V roce 2011 se rozhodl vrátit do Třince a připravovat se individuálně pod vedením Dalibora Kupky. V české reprezentaci se již neobjevil. Svůj domovský klub reprezentuje v ligové soutěži.
V roce 2010 se oženil s bývalou slovenskou atletkou Zuzanou (roz. Lunterová), se kterou má dvě děti. Věnuje se trenérské práci. Svojí polorodou sestru Báru připravil v roce 2019 a 2020 k titulu české mistryně ve skoku do výšky.

### Osobní rekordy
- 60 m př. – 7,65 s (2008)
- 110 m př. – 13,53 s (2008)
- 100 m – 10,64 (2008)
- 200 m – 21,50 (2008)
- 400 m – 48,43 s (2008)
- výška – 2,24 m (2008, hala)
- dálka – 7,32 m (2005)
- trojskok – 14,87 m (2013), 15,34 (2012, větrný)
- desetiboj – 7683 (2008)
- sedmiboj – 5781 (2008)